# Eric Pearson
Eric Pearson (* 1980) ist ein US-amerikanischer Drehbuchautor.

## Leben
Er studierte Screenwriting an der Tisch School of the Arts der New York University. Im Jahr 2010 wurde er in das Drehbuchprogramm der Marvel Studios aufgenommen. Neben einigen Kurzfilmen und einer Serie ist er auch an Produktionen des Marvel Cinematic Universe beteiligt.

## Filmografie (Auswahl)
- 2011: Marvel One-Shot: Der Berater (Marvel One-Shot: The Consultant, Kurzfilm)
- 2011: Marvel One-Shot: Etwas lustiges geschah auf dem Weg zu Thors Hammer (Marvel One-Shot: A Funny Thing Happened on the Way to Thor's Hammer, Kurzfilm)
- 2012: Marvel One-Shot: Objekt 47 (Marvel One-Shot: Item 47, Kurzfilm)
- 2013: Marvel One-Shot: Agent Carter (Kurzfilm)
- 2015: Marvel’s Agent Carter (Fernsehserie, 3 Episoden)
- 2017: Thor: Tag der Entscheidung (Thor: Ragnarok)
- 2021: Godzilla vs. Kong
- 2021: Black Widow
- 2025: Thunderbolts*
- 2025: The Fantastic Four: First Steps